# NGC 5660
NGC 5660 este o intermediate spiral galaxy⁠(d) situată în constelația Boarul. A fost descoperită în 15 mai 1787 de către William Herschel. Se află la o distanță de 37,2 de megaparseci de Pământ.